# Werner Otto (ciclista)
Werner Otto (Dresde, 15 de abril de 1948) es un deportista de la RDA que compitió en ciclismo en la modalidad de pista, especialista en la prueba de tándem.
Participó en dos Juegos Olímpicos de Verano, obteniendo una medalla de plata en Múnich 1972, en la prueba de tándem (haciendo pareja con Hans-Jürgen Geschke), y el quinto lugar en México 1968, en la misma disciplina.
Ganó cuatro medallas en el Campeonato Mundial de Ciclismo en Pista entre los años 1969 y 1973.

## Medallero internacional
| Juegos Olímpicos   | Juegos Olímpicos        | Juegos Olímpicos  | Juegos Olímpicos |
| Año                | Lugar                   | Medalla           | Competición      |
| ------------------ | ----------------------- | ----------------- | ---------------- |
| 1972               | Múnich (RFA)            | Medalla de plata  | Tándem           |
| Campeonato Mundial |                         |                   |                  |
| Año                | Lugar                   | Medalla           | Competición      |
| 1969               | Brno (Checoslovaquia)   | Medalla de oro    | Tándem (A)       |
| 1970               | Leicester (Reino Unido) | Medalla de plata  | Tándem (A)       |
| 1971               | Varese (Italia)         | Medalla de oro    | Tándem (A)       |
| 1973               | San Sebastián (España)  | Medalla de bronce | Tándem (A)       |